# Паскаль Параді
Паскаль Параді-Маньйон (фр. Pascale Paradis-Mangon, нар. 24 квітня 1966) — колишня професійна французька тенісистка.
Перемогла в одиночному розряді юніорського Відкритого чемпіонату Франції і Вімблдонського турніру 1983 року. Здобула два парні титули туру WTA.
Найвищу одиночну позицію світового рейтингу — 20 місце досягла 21 листопада 1988, парну — 38 місце — 10 жовтня 1988 року.
Завершила кар'єру 1993 року.

## Фінали туру WTA

### Одиночний розряд: 3 (3 поразки)
| Легенда           |   |
| Grand Slam        | 0 |
| WTA Championships | 0 |
| Tier I            | 0 |
| Tier II           | 0 |
| Tier III          | 0 |
| Tier IV & V       | 0 |

| Результат | W/L | Дата     | Турнір                    | Покриття  | Опонент           | Рахунок       |
| --------- | --- | -------- | ------------------------- | --------- | ----------------- | ------------- |
| Поразка   | 0–1 | Січ 1984 | Піттсбург, US             | Килим (i) | Андреа Леанд      | 6–0, 2–6, 4–6 |
| Поразка   | 0–2 | Лют 1984 | Індіанаполіс, Індіяna, US | Тверде    | Джоанн Расселл    | 6–7, 2–6      |
| Поразка   | 0–3 | Лют 1992 | Linz Open, Австрія        | Килим (i) | Наталія Медведєва | 4–6, 2–6      |

### Парний розряд: 6 (2 титули, 4 поразки)
| Легенда           |   |
| Grand Slam        | 0 |
| WTA Championships | 0 |
| Tier I            | 0 |
| Tier II           | 0 |
| Tier III          | 0 |
| Tier IV & V       | 0 |

| Титули за покриттям |   |
| Тверде              | 0 |
| Ґрунт               | 0 |
| Трава               | 0 |
| Килим               | 2 |

| Результат | W/L | Дата     | Турнір                          | Покриття  | Партнер         | Опоненти                             | Рахунок       |
| --------- | --- | -------- | ------------------------------- | --------- | --------------- | ------------------------------------ | ------------- |
| Поразка   | 1.  | Бер 1985 | Даллас, US                      | Килим (i) | Марселла Мескер | Барбара Поттер Шерон Волш            | 7–5, 4–6, 6–7 |
| Поразка   | 2.  | Сер 1985 | Мастерс Канада, Канада          | Тверде    | Марселла Мескер | Джиджі Фернандес Мартіна Навратілова | 4–6, 0–6      |
| Перемога  | 3.  | Бер 1986 | Оклахома-Сіті, US               | Килим (i) | Марселла Мескер | Лорі Макніл Катрін Сюїр              | 2–6, 7–6, 6–1 |
| Перемога  | 4.  | Лис 1987 | Zurich, Швейцарія               | Килим (i) | Наталі Ерреман  | Яна Новотна Катрін Суїр              | 6–3, 2–6, 6–3 |
| Поразка   | 5.  | Кві 1990 | Сінгапур                        | Тверде    | Катрін Суїр     | Джо Дьюрі Джилл Гетерінгтон          | 4–6, 1–6      |
| Поразка   | 6.  | Кві 1992 | Pattaya Women's Open, Індонезія | Тверде    | Сандрін Тестю   | Ізабель Демонжо Наталія Медведєва    | 1–6, 1–6      |

## Фінали ITF

### Одиночний розряд (2–1)
| Легенда         |
| --------------- |
| Турніри $50,000 |
| Турніри $25,000 |
| Турніри $10,000 |

| Результат | Ранг | Дата            | Турнір                         | Покриття  | Опонент          | Рахунок       |
| --------- | ---- | --------------- | ------------------------------ | --------- | ---------------- | ------------- |
| Поразка   | 1.   | 24 жовтня 1982  | Ньюкасл (Австралія), Австралія | Трава     | Аннетт Галлі     | 3–6, 7–6, 4–6 |
| Перемога  | 2.   | 18 липня 1983   | Кіцбюель, Австрія              | Ґрунт     | Петра Губер      | 3–6, 6–3, 6–2 |
| Перемога  | 3.   | 26 березня 1990 | Лімож, Франція                 | Килим (i) | Каріна Габшудова | 6–4, 6–4      |

### Парний розряд (2–3)
| Результат | Ранг | Дата            | Турнір                | Покриття   | Партнер               | Опоненти                           | Рахунок       |
| --------- | ---- | --------------- | --------------------- | ---------- | --------------------- | ---------------------------------- | ------------- |
| Поразка   | 1.   | 18 липня 1983   | Kitzbühel, Австрія    | Ґрунт      | Наталі Ерреман        | Chris Newton Пем Вайткросс         | 6–2, 4–6, 6–7 |
| Перемога  | 2.   | 21 березня 1988 | Байонна, Франція      | Тверде (i) | Катрін Танв'є         | Карін Баккум Сімоне Шилдер         | 4–6, 6–2, 6–4 |
| Перемога  | 3.   | 26 лютого 1990  | Вельс, Австрія        | Ґрунт (i)  | Алексія Дешом-Баллере | Гана Фукаркова Дениса Крайчовичова | 6–3, 6–2      |
| Поразка   | 4.   | 25 березня 1990 | Мулен (Альє), Франція | Килим (i)  | Valerie Ledroff       | Магдалена Малеєва Андреа Стрнадова | 6–3, 1–6, 1–6 |
| Поразка   | 5.   | 9 грудня 1991   | Валь-д'Уаз, Франція   | Тверде (i) | Сандрін Тестю         | Ева Пфафф Катрін Сюїр              | 6–4, 3–6, 4–6 |